# Sinal de preço
Um sinal de preço é uma informação transmitida aos consumidores e produtores, através dos preços oferecidos ou solicitados, e da quantidade solicitada ou ofertada de um produto ou serviço, o que fornece um sinal para aumentar ou diminuir a quantidade ofertada ou a quantidade solicitada. Ele também fornece oportunidades de negócios em potencial. Quando um determinado tipo de produto está em falta de fornecimento e o preço sobe, as pessoas prestarão mais a atenção e mais produzirão esse tipo de produto. A informação transportada pelos preços é uma função essencial na coordenação fundamental de um sistema econômico, coordenando coisas como o que deve ser produzido, como produzi-lo e quais recursos utilizar em sua produção.
Na economia tradicional (neoclássica), sob a concorrência perfeita, os preços relativos sinalizam aos produtores e consumidores quais decisões de produção ou consumo contribuirão para a eficiência alocativa. Segundo Friedrich Hayek, em um sistema no qual o conhecimento dos fatos relevantes está disperso entre muitas pessoas, os preços podem atuar para coordenar as ações separadas de diferentes pessoas da mesma forma que os valores subjetivos ajudam o indivíduo a coordenar as partes de seu plano..

## Poder de fixação de preços
Teorias alternativas incluem que os preços refletem o poder relativo de preços dos produtores e consumidores. Um monopólio pode estabelecer preços de modo a maximizar o lucro do monopólio, enquanto um cartel pode envolver na fixação de preços. Por outro lado, do lado do consumidor, um monopsônio pode negociar ou exigir preços que não refletem o custo de produção. O poder de precificação de uma empresa reflete a posição de seus produtos no mercado. Neste caso, o sinal de preço pode não ser mais capaz de afetar esses produtos.

## Valor
Sobre um longo fio na economia (de Aristóteles à economia clássica até o presente) distingue entre valor de troca, valor de uso, preço e (às vezes) valor intrínseco. É frequentemente argumentado que a conexão entre preço e outros tipos de valor não é tão direta quanto sugerido na teoria dos sinais de preço, outras considerações estão envolvidas.

## Especulação
A especulação financeira, particularmente a compra ou venda de ativos com dinheiro emprestado, pode afastar os preços de seus fundamentos econômicos. As bolhas de crédito podem às vezes distorcer o mecanismo do sinal de preço, causando maus investimentos e crises financeiras em larga escala. Os adeptos da economia austríaca atribuem esse fenômeno à interferência dos bancos centrais, que se propõem a eliminar introduzindo o sistema bancário de reserva total. Em contraste, economistas pós-keynesianos, como Hyman Minsky, descreveram como uma falha fundamental do capitalismo, corrigida pela regulamentação econômica. Ambas as escolas têm sido objeto de atenção renovada no mundo ocidental desde a crise financeira de 2007-2010.

## Discriminação de preços
As empresas utilizam a discriminação de preços para aumentar os lucros, cobrando preços diferentes para diferentes consumidores ou grupos de consumidores (como exemplo, Taxa rosa). A discriminação de preços pode ser considerada uma prática desleal utilizada para afastar concorrentes.